# Commandant de l'United States Coast Guard
Le commandant de l'United States Coast Guard (en anglais : Commandant of the United States Coast Guard) est le membre le plus haut gradé de la composante garde côtière des forces armées des États-Unis. Il s'agit en général d'un amiral quatre étoiles (admiral) désigné pour une période de quatre années par le président des États-Unis avant que cette nomination ne soit confirmée par le Sénat.
Le commandant est secondé par un vice-commandant, deux assistants et un chef d'état-major, toutes ces personnes étant des vice-amiraux.
Contrairement aux quatre autres commandants des composantes de l'armée américaine, le commandant de l'United States Coast Guard n'est pas membre du Joint Chiefs of Staff, les Gardes-côtes ne dépendant pas en temps de paix du département de la Défense (uniquement en période de guerre), mais de celui de la Sécurité Intérieure.

## Évolution
Le titre de commandant date de 1923. Avant cette date, le chef de la garde côtière portait le rang de « captain-commandant », depuis 1908. Néanmoins, entre 1889 et 1908, la direction de cette composante n'était pas assurée par un membre de la Coast Guard mais par le chef du Revenue Cutter Service.

## Liste des commandants
Au 1er mars 2014, 24 officiers ont dirigé la garde côtière des États-Unis.
| Numéro | Portrait | Nom                   | Rang               | Prise de fonction | Départ           |
| ------ | -------- | --------------------- | ------------------ | ----------------- | ---------------- |
| 1      |          | Leonard G. Shepard    | Captain            | 14 décembre 1889  | 14 mars 1895     |
| 2      |          | Charles F. Shoemaker  | Captain            | 19 mars 1895      | 27 mars 1905     |
| 3      |          | Worth G. Ross         | Captain-Commandant | 25 avril 1905     | 30 avril 1911    |
| 4      |          | Ellsworth P. Bertholf | Commodore          | 19 juin 1911      | 30 juin 1919     |
| 5      |          | William E. Reynolds   | Rear admiral       | 2 octobre 1919    | 11 janvier 1921  |
| 6      |          | Frederick C. Billard  | Rear admiral       | 11 janvier 1924   | 17 mai 1932      |
| 7      |          | Harry G. Hamlet       | Rear admiral       | 14 juin 1932      | 1er janvier 1936 |
| 8      |          | Russell R. Waesche    | Admiral            | 1er janvier 1936  | 1er janvier 1946 |
| 9      |          | Joseph F. Farley      | Admiral            | 1er janvier 1946  | 1er janvier 1950 |
| 10     |          | Merlin O'Neill        | Vice admiral       | 1er janvier 1950  | 1er juin 1954    |
| 11     |          | Alfred C. Richmond    | Admiral            | 1er juin 1954     | 1er juin 1962    |
| 12     |          | Edwin J. Roland       | Admiral            | 1er juin 1962     | 1er juin 1966    |
| 13     |          | Willard J. Smith      | Admiral            | 1er juin 1966     | 1er juin 1970    |
| 14     |          | Chester R. Bender     | Admiral            | 1er juin 1970     | 1er juin 1974    |
| 15     |          | Owen W. Siler         | Admiral            | 1er juin 1974     | 1er juin 1978    |
| 16     |          | John B. Hayes         | Admiral            | 1er juin 1978     | 28 mai 1982      |
| 17     |          | James S. Gracey       | Admiral            | 28 mai 1962       | 30 mai 1986      |
| 18     |          | Paul A. Yost, Jr.     | Admiral            | 30 mai 1986       | 31 mai 1990      |
| 19     |          | J. William Kime       | Admiral            | 31 mai 1990       | 1er juin 1994    |
| 20     |          | Robert E. Kramek      | Admiral            | 1er juin 1994     | 30 mai 1998      |
| 21     |          | James Loy             | Admiral            | 30 mai 1998       | 30 mai 2002      |
| 22     |          | Thomas H. Collins     | Admiral            | 30 mai 2002       | 25 mai 2006      |
| 23     |          | Thad W. Allen         | Admiral            | 25 mai 2006       | 25 mai 2010      |
| 24     |          | Robert J. Papp, Jr.   | Admiral            | 25 mai 2010       | 30 mai 2014      |
| 25     |          | Paul F. Zukunft       | Admiral            | 30 mai 2014       | 1er juin 2018    |
| 26     |          | Karl L. Schultz       | Admiral            | 1er juin 2018     | 1er juin 2022    |
| 27     |          | Linda L. Fagan        | Admiral            | 1er juin 2022     | Présent          |

## Culture populaire
- Dans le film Une famille 2 en 1, Rip Torn joue le rôle de l'Amiral Sherman, Commandant de l'United States Coast Guard.
- Dans la série parodique Space Force, Larry Joe Campbell joue le rôle de l'Amiral Louis Biffoont, Commandant de l'United States Coast Guard